# Nauraj Singh Randhawa
Nauraj Singh Randhawa (ur. 27 stycznia 1992) – malezyjski lekkoatleta specjalizujący się w skoku wzwyż. 

## Osiągnięcia
- brązowy medal igrzysk solidarności islamskiej (Palembang 2013)
- złoto igrzysk Azji Południowo-Wschodniej (Naypyidaw 2013)
- 8. miejsce na halowych mistrzostwach Azji (Hangzhou 2014)
- złoto igrzysk Azji Południowo-Wschodniej (Singapur 2015)
- srebrny medal igrzysk Azji Południowo-Wschodniej (New Clark City 2019)

W 2016 reprezentował Malezję na igrzyskach olimpijskich w Rio de Janeiro, podczas których zajął 18. miejsce w eliminacjach i nie awansował do finału.

## Rekordy życiowe
- skok wzwyż (stadion) – 2,30 (2017) rekord Malezji
- skok wzwyż (hala) – 2,27 (2022) rekord Malezji